# Bartłomiej Szymański
Bartłomiej Szymański (ur. 8 marca 1982) – polski lekkoatleta, specjalizujący się w biegach płotkarskich.

## Osiągnięcia
- Młodzieżowe Mistrzostwa Polski, Kraków 2002 – złoty medal w biegu na 110 m przez płotki, brązowy medal w sztafecie 4 × 400 m
- Młodzieżowe Mistrzostwa Polski, Biała Podlaska 2003 – złoty medal w biegu na 110 m przez płotki
- Mistrzostwa Polski, Bielsko-Biała 2003 – brązowy medal w biegu na 110 m przez płotki
- Halowe Mistrzostwa Polski, Spała 2003 – brązowy medal w biegu na 60 m przez płotki

## Rekordy życiowe
- bieg na 110 metrów przez płotki
  - stadion – 13,90 (Bydgoszcz 2003)